# Llengua falisca
El falisc era la llengua parlada pels faliscs, una població itàlica que habitava la Tuscia meridional.
Ens han arribat un centenar d'inscripcions, que daten del segle VII al II a.C. i que estan escrites en un alfabet, a vegades destre i a vegades esquerrà, molt semblant a l'alfabet llatí. El signe més característic és la 'F' que té una forma típica, com una fletxa en alt.

## Descripció
Com a exemple del falisc poden ser esmentades les paraules escrites sobre la vora d'una imatge sobre una pàtera, en les quals la genuïnitat és establerta a partir del fet que han estat escrites abans que fos aplicat l'esmalt: «foied vino pipafo, cra carefo», és a dir en llatí «hodie vinum bibam, cras carebo» ("Avui beuré vi, demà mancaré").
Això ens mostra algunes de les característiques fonètiques del falisc, com és ara: 
1. El canvi de la medial 'f' que en llatí s'és mantinguda en 'b'.
2. La palatalització de la 'd' + iod ('i' consonàntica) en un so denotat tan sols per la 'i-' (el so central de foied, de fo-died);
3. La caiguda de la 's' final, quan és anterior a alguns sons (cra davant al llatí cras);

Altres característiques, que apareixen en altres bandes, són: 
1. El manteniment de la labiovelar (falisc cuando = llatí quando; respecte a l'umbre pan(n~u);)

Per a altres aspectes cal veure Conway, i V. Pisani: el primer especialment a les pàgines 384-385, on es discuteix la relació dels noms faliscs, i faleris, amb l'heroi local Halaesus (per exemple Ovidi, Fasti, IV 73) i on hi ha motiu de pensar que el canvi de la inicial 'f' (d'una original 'bh' o 'dh') en una inicial 'h' hagi estat un tret genuí del dialecte dels faliscs.
Sembla probable que el falisc s'hagi mantingut, encara que gradualment impregnat del llatí, fins almenys el 150 a.C.
A més de les troballes fetes a les tombes, que pertanyen principalment al període de la dominació etrusca i que donen una àmplia evidència de prosperitat material i de refinament, les primeres capes mostren restes més primitives que daten de l'època itàlica. Moltes inscripcions consisteixen principalment en noms propis, i poden ser considerades com etrusques en lloc de falisques i per això no s'han considerat en l'anàlisi del falisc que acabem de fer. Potser cal esmentar que hi havia una ciutat, Feronia, a Sardenya, probablement anomenada així pels colons faliscs a partir del nom de la seva deessa, que s'ha conservat en una inscripció votiva que es va trobar a Santa Maria in Falleri, una església situada a l'interior del jaciment arqueològic Falerii Novi.
El Museu Nacional Etrusc de Vila Giulia, a Roma, conserva molts atuells faliscs. D'altres es troben al Museu nacional de l'Agro Falisco de Civita Castellana